# Bada Abbas Maldoum
 (mai 2024).
Bada Abbas Maldoum, né en 1952, est un homme politique tchadien qui a été vice-président du Tchad de décembre 1990 à février 1991,,. Il a également été ministre de la Justice de 1995 à 1996 et ministre de l'Intérieur du Tchad en 1991.

## Biographie
Maldoum Bada Abbas, qui faisait partie des Hadjaraï,  participe initialement à la rébellion menée par Goukouni Oueddei et Hissène Habré dans le Borkou-Ennedi-Tibesti, l'une des 18 régions du Tchad à l'époque, bien qu'il soit plus proche de Habré. Lorsque ce dernier occupe N'Djaména en 1982, il est envoyé en France où il suit une école d'état-major. Peu après son retour, il est promu lieutenant et nommé préfet militaire de la préfecture du Guéra, poste qu'il a occupé jusqu'en 1984, mais il s'éloigne de plus en plus de Habré en raison de l'épuration de masse parfois brutale des Hadjaraï par le gouvernement après l'empoisonnement du ministre des affaires étrangères Idriss Miskine le 7 janvier 1984. Après avoir déserté le régime, il lance en décembre 1986 une rébellion hadjaraï en Guéra en tant que leader du MOSANAT (Mouvement du Salut National du Tchad) qu'il avait fondé. D'autres arrestations massives de Hadjaraï par le gouvernement de Habré, ainsi que l'assassinat de son frère Hamed Lamine Abbas, le pousse, lui et ses partisans, à se rendre au Darfour, au Soudan, où il conclut une alliance avec des éléments du FROLINAT Originel d'Abdelkader Yacine, de la Première Armée Volcan de Seid et de la Légion islamique libyenne, qui se trouvait alors au Soudan. 
Lorsque la répression brutale de Habré s'étend à l'ethnie zaghawa, d'autres partisans de Habré fuient vers le Soudan, comme Idriss Déby, l'un des principaux leaders de la rébellion du Borkou-Ennedi-Tibesti. Abbas a regroupé ses partisans avec les combattants de Déby pour mener ensemble une guerre contre le président Hissène Habré. A la tête d'un important contingent de troupes Hadjarai, d'autres ressortissants d'autres États recrutés au Soudan et de combattants Zaghawa de soutien, Abbas a participé à l'« Opération Rezzou », au cours de laquelle l'armée de Habré est battue dans la province de Wadai et Déby et Abbas ont pris N'Djamena avec leurs troupes le 2 décembre 1990 sans autre résistance significative.
Abbas, qui avait en dernier lieu le grade de colonel, occupe ensuite brièvement le poste de vice-président du Conseil d'État du 4 décembre 1990 au 4 mars 1991 et celui de ministre de l'Intérieur au début du mandat du président Idriss Déby en 1991. Grâce à ces postes et en tant que vice-président du Mouvement Patriotique de Salut (MPS) au pouvoir, il est de facto le deuxième homme du régime après Déby. Cependant, lui et les Hadjaraï, ainsi que d'autres groupes ethniques, estiment qu'ils méritent davantage, d'autant plus qu'ils constituaient le contingent le plus important en nombre lors de la prise de N'Djamena par Déby. 
Il est libéré en janvier 1992 lorsqu'il est nommé au Conseil provisoire de la République. Dans le cabinet du Premier ministre Koibla Djimasta, il occupe le poste de ministre de la Justice en remplacement de Loum Hinaisou Laina entre 1995 et son remplacement par Abdelkarim Nadjo en 1996. Accusé à nouveau de complot contre le régime, Maldoum Bada Abbas aurait été éliminé par le régime lors des purges de 2006. 